# Jonas Ljungblad
Jonas Ljungblad, né le 15 janvier 1979 à Skövde, est un ancien coureur cycliste suédois aujourd'hui directeur sportif de l'équipe Concordia Forsikring-Riwal.

## Biographie
En 2000, Jonas Ljungblad participe aux championnats du monde, à Plouay en France. Il y est 39e de la course en ligne des moins de 23 ans. Il est à nouveau présent aux championnats du monde de 2001 à Lisbonne au Portugal. Il y prend la cinquième place de la course en ligne des moins de 23 ans.

## Palmarès
- 1996
  -  Champion de Suède du contre-la-montre juniors
- 1997
  - 3e du championnat des Pays nordiques sur route juniors
- 2000
  -  Champion de Suède du contre-la-montre par équipes
  - 4e et 5e étapes du Tour de Bulgarie
- 2001
  - 4e étape du Tour de Slovaquie
  - 4eb étape du Tour de Brandebourg (contre-la-montre)
  - 3e de la Scandinavian Open Road Race
  - 5e du championnat du monde sur route espoirs
- 2002
  - 3e étape du Herald Sun Tour
  - 3e du Herald Sun Tour
- 2004
  - 4e étape du Tour de Slovénie
  - Herald Sun Tour :
    - Classement général
    - 7e étape

  - Tour du Queensland :
    - Classement général
    - 5e et 7e étapes

  - 3e de la Scandinavian Open Road Race
- 2005
  -  Champion de Suède sur route
  - Tour de Vendée
  - Tour du lac Léman
  - Melbourne to Warrnambool Classic
  - 3e du EOS Tallinn GP
  - 3e de la Scandinavian Open Road Race
- 2006
  - 3e étape du Tour de Luxembourg
  - 3e du Grand Prix de Villers-Cotterêts
- 2008
  -  Champion de Suède sur route
  - 3e étape du Circuit des Ardennes
  - 1re étape de la Volta da Ascension
  - 2e étape du Trophée Joaquim Agostinho
  - 3e étape du Tour de León
- 2011
  - 2e du Grand Prix Marcel Kint
  - 3e du SEB Tartu GP
- 2012
  - Grand Prix Ost Fenster

## Résultats sur les grands tours

### Tour d'Italie
1 participation
- 2009 : 128e

## Classements mondiaux
| Année            | 2005 | 2006 | 2007 | 2008 | 2009 | 2010 | 2011 |
| ---------------- | ---- | ---- | ---- | ---- | ---- | ---- | ---- |
| UCI Europe Tour  | 34e  | 108e |      | 199e |      |      | 320e |
| UCI Oceania Tour |      | 17e  |      |      |      |      |      |